# Mohope Burn
Der Mohope Burn ist ein 3,2 km langer linker Nebenfluss des River West Allen in Northumberland in England. Der Wasserlauf entsteht östlich des Hard Rigg aus dem Zusammenfluss von Emily Cleugh, Emily Tongue und Moor Cleugh. Er fließt in nordöstlicher Richtung bis zu seiner Mündung in den River West Allen.